# Musée du Montparnasse
Muzeum Montparnasse (fr. Musée du Montparnasse) – muzeum znajdujące się w XV dzielnicy Paryża przy 21, Avenue du Maine. Poświęcone jest okresowi pierwszej połowy XX wieku, kiedy to dzielnica Montparnasse była ośrodkiem awangardy artystycznej. 
Muzeum mieści się w dawnej pracowni Marii Wasiliewej. Zostało otwarte 28 maja 1998 staraniem dziennikarza Rogera Pica i krytyka sztuki Jeana-Marii Drota jako instytucja niekomercyjna. Obecnie muzeum prowadzone jest przez stowarzyszenie Les amis du musée de Montparnasse.
W drugim i trzecim dziesięcioleciu XX wieku pracownia Marii Wasiliew była miejscem spotkań paryskiej bohemy. Artystka prowadziła tam prywatną uczelnię Académie Vassilieff. W okresie I wojny światowej Wasiliewa zorganizowała w pracowni tanią jadłodajnię dla niezamożnych artystów.
Obecnie w muzeum odbywają się comiesięczne wieczory artystyczne.